# Joe Turkel
Joe Turkel (ur. 15 lipca 1927 w Nowym Jorku, zm. 27 czerwca 2022 w Santa Monica) – amerykański aktor filmowy i telewizyjny.
Występował w charakterystycznych rolach drugoplanowych; m.in. w takich filmach jak: Ścieżki chwały (1957), Lśnienie (1980) czy Łowca androidów (1982).

## Filmografia

### Filmy
- Bagnet na broń! (1951) jako żołnierz
- Zabójstwo (1956) jako Tiny
- Ścieżki chwały (1957) jako szeregowy Pierre Arnaud
- Dwa złote colty (1959) jako Chet Haggin
- Wioska gigantów (1965) jako szeryf
- Król szczurów (1965) jako Dino
- Ziarnka piasku (1966) jako Bronson
- Masakra w dniu świętego Walentego (1967) jako Jake Guzik
- Hindenburg (1975) jako detektyw Moore
- Która droga w górę? (1977) jako Harry Boatwright
- Lśnienie (1980) jako Lloyd, barman
- Łowca androidów (1982) jako dr Eldon Tyrell
- Ciemna strona Księżyca (1990) jako Paxton Warner

### Seriale TV
- Nietykalni (1959–1963) – różne role w 5 odcinkach
- Bonanza (1959–1973) jako bandyta/szeregowy Peters/Lupe (gościnnie, w 3 odcinkach)
- Ironside (1967–1975) jako adwokat okręgowy (gościnnie, 1968)
- Adam-12 (1968–1975) jako Vince Warren (gościnnie, 1970)
- Kojak (1973–1978) jako Swampgas (gościnnie, 1977)
- Wyspa Fantazji (1978–1984) jako Herb Glazer (gościnnie, 1980)
- Opowieści z ciemnej strony (1984–1988) jako magik Kharma (gościnnie, 1985)
- Policjanci z Miami (1984–1989) jako Levec (gościnnie, 1988)
- Chłopiec poznaje świat (1993–2000) jako dozorca (gościnnie, 1998)